# Ratimorsky Piroska
Ratimorskyné Kolář Piroska (szk. Priska Ratimorská; Érsekújvár, 1944. augusztus 3.) régész, a komáromi Duna Menti Múzeum egykori munkatársa.

## Élete
1965-től 1991-ig dolgozott a Duna Menti Múzeumban. 1970-ben részt vett az múzeum állandó kiállításának megszervezésében. 1976-ban fejezte be egyetemi tanulmányait a Comenius Egyetemen. Az 1990-es években a nyitrai Konstantin Egyetemen adott elő.
Fontosabb ásatásai voltak Hetényben és Révkomáromban (kelta).

## Elismerései
- AÚ SAV bronz plakett[1]
- 2024-ben jubileuma tiszteletére kiállítás készült

## Művei
- 1975 Das keltisches Gräberfeld in Chotín (Südslowakei). Alba Regia XIV 1973, 85–95.
- 1978 Záchrana archeologických pamiatok v okrese Komárno – Régészeti leletmentések a komáromi járásban (tsz. Trugly Sándor)
- 1979 Praveké a včasnostredoveké lokality v Chotíne. Spravodaj Oblastného podunajského múzea 1, 35-48.
- 1979 Pravek Chotína. In: 30 rokov JRD v Chotíne. Komárno, 9-12.
- 1980 Archeologické prieskumy a nálezy v okrese Komárno. AVANS 1978, 226-228.
- 1980 Jazdecký hrob z 8. storočia v Komárne. AVANS 1978, 228-229.
- 1981 Keltské pohrebisko v Chotíne I. Západné Slovensko 8, 15-88.
- 1982 A környei 2. számú római kocsilelet. Archaeologiai Értesítő 109, 255-276.
- 1983 Római kori gyűjtemények katalógusa I. Komárno (tsz. Gáspár Dóra)
- 1983 Záchranné výskumy a prieskumy v okrese Komárno. AVANS 1982, 211-213.
- 1983 Záchranný výskum v Opatovskom Sokolci. AVANS 1982, 214-215.
- 1984 A múzeum római kori gyűjteményének kőemlékei (kőfaragás-szobrászat). Rímske kamenné pamiatky v zbierkach múzea. Katalóg II. Rímske zierky. Komárno
- 1991 Staromaďarské kostrové pohrebiská z 10. storočia v Nesvadoch. Arch. roz. 43, 259-280. (tsz. Nevizánszky Gábor)
- 1998 Praveké a včasnostredoveké osídlenie Hurbanova vo svetle archeologických výskumov a nálezov. Studia historica Nitriensia 7, 35-46
- 1998 Geschichte der archäologischen Forschung in "Dunamenti Múzeum" in Komárom zwischen 1886-1945. Specimina Nova – A pécsi Janus Pannonius Tudományegyetem Történelmi Tanszékeinek Évkönyve XII. 1996, 297-300.
- 2000 Rímske lapidárium v Komárne. Pamiatky a múzeá 2000/3, 62-63.
- 2005 Komárno - bývalá rezidencia a kolégium jezuitov. In: Archaeologia historica 36, 149-164. (tsz. Peter Bednár, Magdaléna Kvasnicová)
- 2007 A jezsuiták egykori komáromi rendháza és kollégiuma – Előzetes jelentés a régészeti feltárás eredményeiről. A Magyar Kultúra és Duna Mente Múzeuma 2006. évi Értesítője. Komárom 2007, 125-142. (tsz. Bednár, P.)
- 2009 Roman Sanctuary of Jupiter Dolichenus in Brigetio and its Hypothetical Reconstruction. Anodos 9 (tsz. Jana Minaroviech)

## Magyarul
- Záchrana arheologickych pamiatok v okrese Komárno. Kiállítás. Komárno, Dunameti Múzeum, 1978 / Régészeti leletmentések a komáromi járásban; szövegkönyv, katalógus Ratimorsky Piroska és Trugly Sándor; Komárno Duna Menti Múzeum, Komárno, 1978
- A komáromi múzeum száz éve; összeáll. Fehérváry Magda, Ratimorsky Piroska, Trugly Sándor; Madách–Gondolat, Bratislava–Bp., 1986
- Ján Rajtár–Ratimorsky Piroska: Izsa. Római tábor Leányvár; Komáromi Ny., Komárno, 1997 (Honismereti kiskönyvtár)